# Lidingö (stad)
Lidingö is de hoofdstad van de gemeente Lidingö in het landschap Uppland en de provincie Stockholms län in Zweden. De plaats heeft 30.357 inwoners (2005) en een oppervlakte van 1254 hectare. De stad ligt op het gelijknamige eiland en is via een brug verbonden met Stockholm. Lidingö is een van de rijkste gemeenten van Zweden.

## Verkeer en vervoer

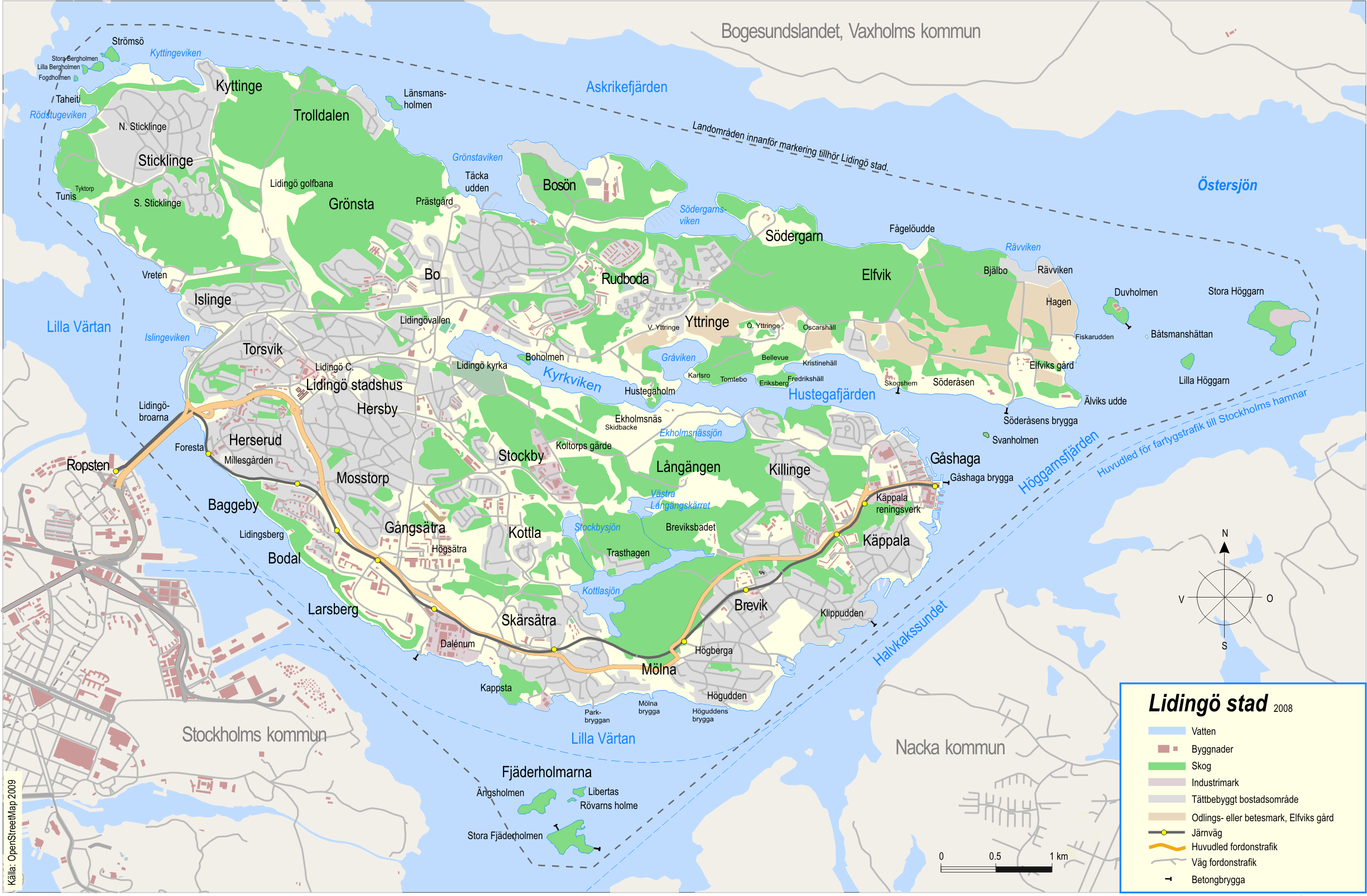
Kaart van Lidingö.

Bij de plaats loopt de Länsväg 277.

## Geboren
- Åke Fjästad (1887-1956), voetballer
- Lena Strömdahl (1947), actrice
- Jennie Silfverhjelm (1979), actrice
- Mikael Dorsin (1981), voetballer